# Péter Orosz
Péter Orosz (ur. 19 sierpnia 1981 w Budapeszcie) – węgierski piłkarz występujący na pozycji napastnika w austriackim klubie SK Vorwärts Steyr.

## Kariera
Orosz zaczął grać w piłkę w Angyalföld, części XIII dzielnicy Budapesztu. Następnie trafił do młodzieżowej drużyny Vasasu. W wieku 18 lat grał w klubie NB II, III. Kerületi TVE, a rok później w Gázművek MTE (NB III). Potem, przy pomocy ojca, wyjechał do Austrii. Pierwszym austriackim klubem, w którym grał, było SK Saalfelden. W pierwszym sezonie gry dla tego klubu zdobył 10 bramek w 20 meczach, a w drugim – 28 goli w dwudziestu grach. Po okresie gry w Saalfelden przeniósł się do trzecioligowego FC Puch, gdzie w trakcie dwóch sezonów zdobył 41 goli.
Dobre występy w trzeciej lidze austriackiej spowodowały zainteresowanie Oroszem przez wiele czołowych austriackich zespołów. Ostatecznie latem 2005 roku Węgier podpisał kontrakt z Red Bull Salzburg. Konkurentami Orosza w ataku byli jednak tacy piłkarze, jak Vratislav Lokvenc, Alexander Zickler i Christian Mayrleb, stąd też węgierski napastnik w sezonie 2005/2006 w pierwszej drużynie zagrał tylko jeden mecz, a na ogół grał w rezerwach klubu. W sezonie 2006/2007 Orosz zagrał w meczu elliminacyjnym Ligi Mistrzów przeciwko Valencii i w pięciu meczach ligowych, zdobywając jednego gola przeciwko Austrii Kärnten.
W 2007 roku nowym klubem Orosza został Wacker Innsbruck. W walczącym o utrzymanie zespole Węgier był czołową postacią. W trakcie gry dla Wackera, zadebiutował także w reprezentacji Węgier, co miało miejsce w meczu ze Słowenią. Po sezonie przeszedł do OFI Kreta, gdzie rozegrał tylko jeden mecz – 12 listopada 2008 roku w Pucharze Grecji. W lidze nie zagrał ani meczu i wskutek zaległości finansowych klubu wobec napastnika, ten opuścił OFI za obopólną zgodą.
Po okresie gry za granicą, w marcu 2009 roku Orosz wrócił na Węgry, do grającego w NB I Vasasu. W lidze miał okazję zagrać 11 razy, nie zdobywając gola.
17 sierpnia 2009 roku podpisał dwuletni kontrakt z Lombardem Pápa. Umowa zawodnika z klubem zawierała klauzulę, że gdyby po Orosza zgłosiła się zagraniczna drużyna, to otrzyma ona „rabat”. W trakcie 17 ligowych meczów dla Lombardu zdobył trzy gole. Latem 2010 roku rozstał się z drużyną. Na początku 2011 roku przeszedł do FC Pasching na zasadzie wolnego transferu. Spędził w klubie jeden sezon, po czym odszedł do SK Vorwärts Steyr.

## Występy w reprezentacji
| Lp. | Data          | Rywal         | Typ  | Wynik | Grał  |
| --- | ------------- | ------------- | ---- | ----- | ----- |
| 1.  | 26 marca 2008 | Słowenia (d)  | tow. | 0:1   | 63–90 |
| 2.  | 24 maja 2008  | Grecja (d)    | tow. | 3:2   | 82–90 |
| 3.  | 31 maja 2008  | Chorwacja (d) | tow. | 1:1   | 64–90 |